# Lenguas del río Bulaka
Las lenguas del río Bulaka, lenguas Tariku o lenguas yelmek-maklew son una pequeña familia de lenguas papúes, formada por dos lenguas, el yelmek y el maklew, habladas en la cuenca del río Bulaka en la provincia indonesia de Papúa. M. Ross (2005) relaciona tentativamente con otras lenguas dentro de la familia "trans-Fly-Bulaka".

## Descripción lingüística

### Pronombres
Ross reconstruye para este grupo de lenguas el siguiente paradigma pronominal:
| 1ª pers. sing. | *ŋöl | 1ª pers. pl. | *ŋag |
| 2ª pers. sing. | *ob  | 2ª pers. pl. | *el  |
| 3ª pers. sing. | *ib  | 3ª pers. pl. | *im  |

### Comparación léxica
Los numerales en diferentes lenguas yelmek-maklew:
| GLOSA | Yelmek      | Maklew        | PROTO- BULAKA |
| ----- | ----------- | ------------- | ------------- |
| '1'   | eŋklala     | mepɔla        |               |
| '2'   | ina         | inage         | *ina-         |
| '3'   | mʊdɛm       | mepɔla inage  | *2+1(?)       |
| '4'   | ebedina     | inage inage   | *2+2(?)       |
| '5'   | kerəŋ kapak | blmepɔla      |               |
| '6'   |             |               |               |
| '7'   |             |               |               |
| '8'   |             |               |               |
| '9'   |             |               |               |
| '10'  |             | blŋuka-blŋuka |               |